# مویه‌گرهای سنگ‌چشم‌گون
مویه‌گرهای سنگ‌چشم‌گون (نام علمی: Laniocera) یک سرده از پرندگان گنجشک‌سان از خانواده مرغان کدر است. به‌طور سنتی در خانواده گوهرمرغان قرار می‌گرفته‌است، اما شواهد قوی نشان می‌دهند که بهتر است در مرغان کدر باشند، جایی که اکنون توسط SACC قرار داده می‌شود. آنها نام مشترک «مویه‌گر» را با گونه‌های سوت‌کش‌ها، Laniisoma و Rhytipterna دارند.